# عبد الرحمن العذل
عبد الرحمن العذل 1940 -) هو عالم في الهندسة الميكانيكية وأستاذ جامعي سعودي.

## حياته ونشأته
صالح عبد الرحمن العذل (ولد في منطقة القصيم في المملكة العربية السعودية عام 1940) هو بروفيسور علوم وهندسة ميكانيكية سعودي وعضو في لجنة الأمم المتحدة للبيئة والتنمية والجمعية الأمريكية للمهندسين الميكانيكيين.
حصل العذل على درجة البكالوريوس في العلوم في الهندسة الميكانيكية من جامعة تكساس في أوستن في عام 1965 ودرجة الماجستير من جامعة جامعة ستانفورد في عام 1968 ثم حصل على درجة الدكتوراة في الميكانيكية التطبيقية من نفس الجامعة.

## مسيرته
بعد سنتين عاد إلى السعودية حيث أصبح نائب عميد كلية الهندسة في جامعة الملك سعود في عام 1974 وعميدًا للكلية في عام 1975 لسنة واحدة ثم أصبح بعد ذلك نائبًا لرئيس الدراسات العليا والبحوث حتى عام 1984 ثم رئيسًا لمدينة الملك عبد العزيز للعلوم والتقنية.

## مؤلفاته
ألف ما يزيد عن 60 مادة ومقالة في العلوم والهندسة والتكنولوجيا نشرت في مختلف المنشروات والمجلات العالمية، وكتب كتابًا واحدًا في الإنشاءات الهندسية وترجم ثلاثة كتب أخرى.